# Wolfgang Blochwitz
Wolfgang Blochwitz (Geringswalde, 8 de Fevereiro de 1941 – 8 de maio de 2005) foi um futebolista profissional alemão que atuava como goleiro.

## Carreira
Wolfgang Blochwitz atuou em sua carreira no 1. FC Magdeburg e no Carl Zeiss Jena, fazendo 275 presenças na liga. Ele fez parte do elenco da Alemanha Oriental na Copa do Mundo de 1974 como reserva, ele teve 17 presenças na Seleção (19 se contar as presenças olímpicas).